# Оливковый питон
Оливковый питон (лат. Liasis olivaceus) — вид неядовитых змей из рода водяные питоны семейства ложноногих. Редкий вид.
Окрас от оливкового до светло-коричневого. Средняя длина 2,5 м, максимальная — 4.
Встречается на севере Австралии вдоль побережья Индийского океана, Тиморского и Арафурского морей и залива Карпентария. На востоке оливковый питон водится до западного Квинсленда, а на северо-западе — до мыса Северо-Западный. Вглубь материка вид проникает до долины реки Дайамантина.
Живёт в самой разной местности от муссонных лесов до лесистых саванн. Любит скалы.
Как и у всех питонов, самки этого вида «высиживают» кладку. Последняя состоит из 12—20 яиц.
Подвиды:
- Liasis olivaceus olivaceus
- Liasis olivaceus barroni